# Грузинський марш
«Грузинський марш» (груз. ქართული მარში) — націонал-консервативна політична партій Грузії, яка була створена у квітні 2017 році. 

## Історія
Партія була створена у квітні 2017 року Сандро Брегадзе та Гією Коркоташвілі.
Першою масштабною акцією партії «Грузинський марш» став мітинг проти нелегальних іноземних іммігрантів у Грузії, який відбувся у Тбілісі на проспекті Давида Агмашенебелі 14 липня 2017 року .
31 жовтня 2017 року партія «Грузинський марш» провела мітинг перед штаб-квартирою Федерації футболу Грузії з вимогою відсторонити капітана національної збірної Грузії Гурама Кашію за те, що той грав з різнобарвною капітанською пов'язкою та підтримав ЛГБТ.
19 березня 2018 року активісти партії «Грузинський марш» влаштували акцію протесту перед штаб-квартирою телеканалу «Руставі 2», через жарт ведучого Ґіорґі Ґабунії про Ісуса Христа. Акція протесту переросла у сварку з Ґіорґі Ґабунією, шістьох протестувальників було затримано правоохоронцями.
8 листопада 2019 року партія «Грузинський марш» була серед тих, хто виступав проти показу шведсько-грузинської стрічки «А потім ми танцювали», у якій йдеться про танцюристів-геїв.

## Ідеологія
Партія, за словами її лідера та голови Сандро Брегадзе, виступає за створення Грузинської національної держави, захист національної культури та традицій. Девізом партії є «Грузинська Грузія». Сандро Брегадзе заявив, що «Грузинський марш» є партією правоцентристського спрямування, аналогічною «Народному фронту» Марін Ле Пен чи партії «Альтернатива для Німеччини».
Грузинський марш наполягає на суттєвому обмеженні у Грузії міграції з країн Азії та Африки. Партія пропонує внести зміни до Конституції Грузії й чітко прописати, що шлюб — це союз чоловіка та жінки.